# 실천문학사
실천문학사는 대한민국의 출판사이다.
1980년에 출판사 전예원에서 자유실천문인협의회 주체로 무크 《실천문학》을  창간하고, 그것을 바탕으로 그해 9월 실천문학사라는 이름의 출판사가 탄생했다. 1994년부터 실천문학신인상을 수여하고 있으며, 2008년에 계간 《실천문학》과 보은군청이 공동으로 주관하여 오장환문학상을 만들었다.

## 출판된 책
- 현기영, 《지상에 숟가락 하나》
- 도종환, 《접시꽃 당신》
- 박완서, 《아주 오래된 농담》
- 장 코르미에, 《체 게바라 평전》

## 실천문학 신인상
- 2003년 9회 한만수 <하루>
- 2004년 11회 한성탁 <전화번호부>
- 2005년 박소연 <눈부처>
- 2009년 16회 강윤화 <목숨전문점>
- 2014년 21회 최승린 단편소설 <훕>
- 2015년 22회 김해선 <문신> <일몰> <이미테이션 게임> <더빙> <가리옷 유다의 변명>
- 2016년 23회 김은지 <일인식 식당> <망고> <대여> <마지막 문장>